# Юрі (ван Сілли)
Юрі (кор. 유리, 儒理, Yuri, Yuri; пом. 57) — корейський правитель, третій володар (ісагим) держави Сілла періоду Трьох держав.

## Біографія
Був сином вана Намхе. Не відомо, чи мав Намхе братів, однак у нього була сестра Ані, яка вийшла заміж за чоловіка на ім'я Тхархе. Він не був сілланцем, а походив з острова Тапана. Дуже швидко Тхархе сягнув високого становища при дворі, більше того Намхе навіть збирався зробити його своїм спадкоємцем в обхід сина, Юрі, та все ж після смерті батька саме він зійшов на трон.
Відповідно до Самгук Сагі Юрі централізував владу, провівши свого роду адміністративну реформу та зробивши володіння шести сілланських родин офіційними адміністративними одиницями держави. Окрім того, Самгук Сагі свідчить, що Юрі запровадив державну службу, розділивши службовців на 17 бюрократичних рангів. Разом з тим, сучасні дослідники мають сумніви щодо корейський правитель міг реалізувати такі заходи на ранньому етапі становлення Сілли.
За його правління Сілла зазнавала вторгнень з боку китайських командирств, а також сусідніх племен.
Є відомості, що в той період відбувалось святкування, під час якого проходили змагання між двома командами жінок. Переможені мали готувати страви з рисового борошна, рисові тістечка, м'ясо, фрукти й іншу їжу для всіх учасників святкування. Ймовірно, це стало зародженням корейського свята Чхусок.
За правління Юрі почала зростати військова могутність конфедерації Кая. І хоч Сілла перебувала в стані постійного суперництва з Пекче, Кая становила для володінь Юрі ще більшу загрозу.
Юрі мав двох синів: Пхаса, що став п'ятим правителем Сілли, та Ільсона, який був сьомим ісагимом держави, втім перед самою смертю Юрі призначив своїм спадкоємцем Тхархе.